# Ждановская улица (Санкт-Петербург)
Жда́новская улица — крупная улица в Петроградском районе Санкт-Петербурга. Проходит от перекрёстка Ждановской набережной и Офицерского переулка за Новоладожскую улицу.

## История
С 1792 года современная Ждановская улица носила название Корпусно́й линии, иногда встречалось название Каде́тская линия. Затем началась путаница: и нынешнюю Ждановскую улицу, и Ждановскую набережную именовали набережными реки Ждановки. 16 апреля 1887 года Ждановская улица получила своё официальное название, но окончательное разделение улицы и набережной произошло в 1914 году.
Название было дано по реке Ждановке, по которой оба проезда проходят. Ждановская улица является набережной Ждановки между домом № 35 и Новоладожской улицей.

## Достопримечательности

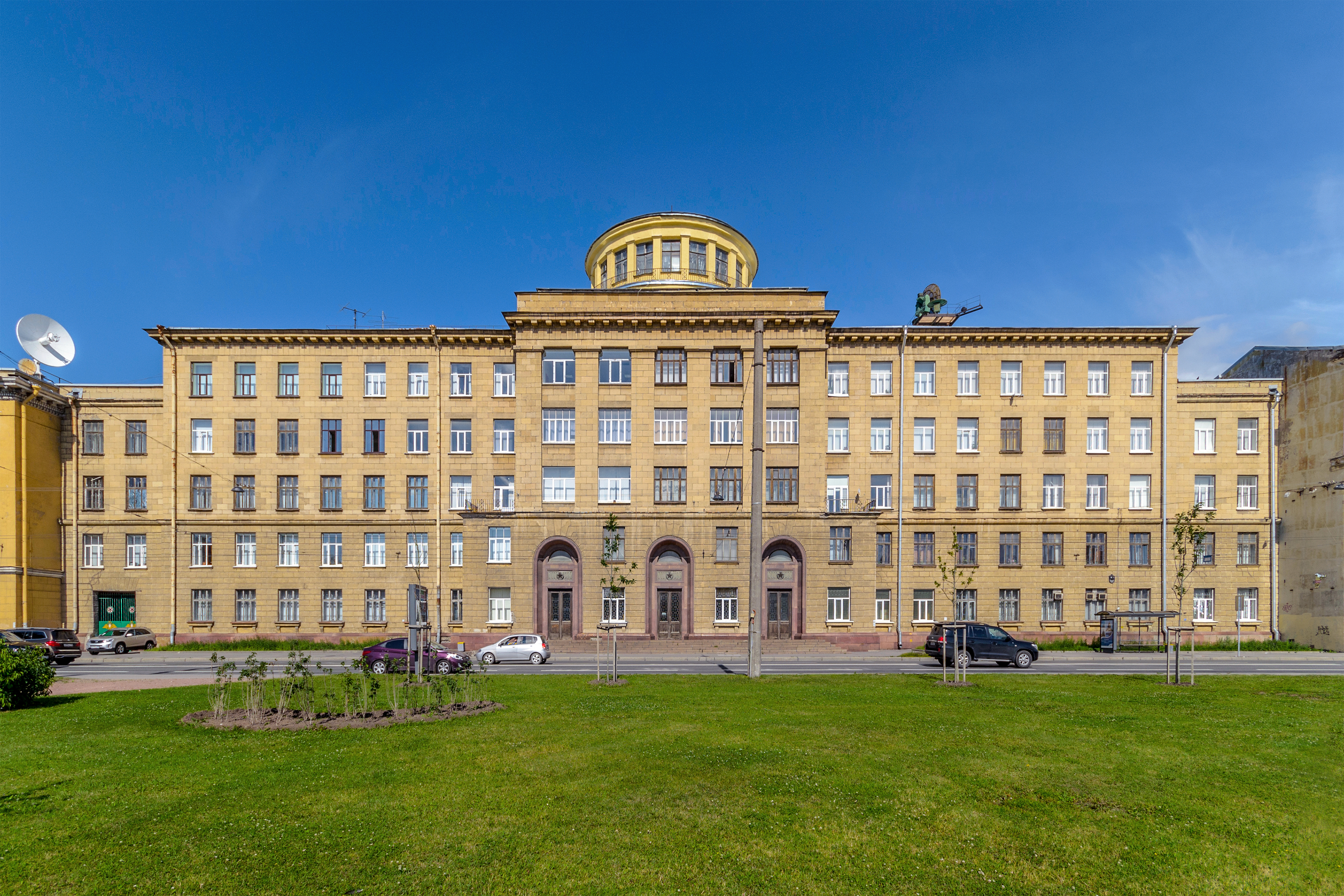
Академия имени Можайского.
Ждановская ул., 13.

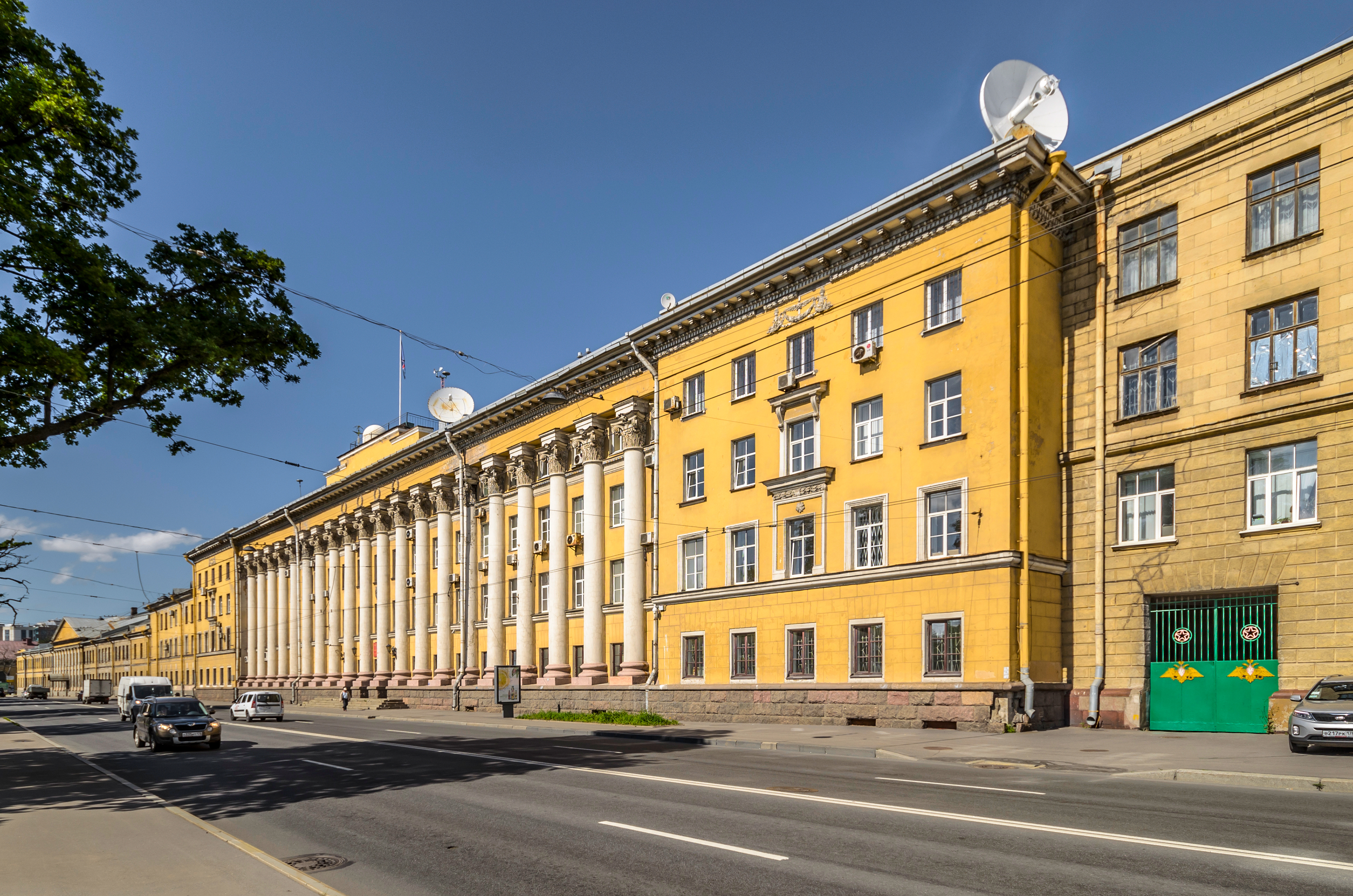
Дом 15

- дома № 13—15 занимает Военно-космическая академия имени А. Ф. Можайского. Ранее здесь, на участке — в начале XVIII века принадлежавшем Б. Х. Миниху, а затем канцелярии главной артиллерии и фортификации, — в 1733 году в деревянных постройках разместилась Военно-инженерная школа, выпускавшая младших командиров (кондукторов) для инженерных частей. В 1794 году архитектором Ф. И. Демерцовым был разработан проект комплекса зданий и в начале 1800-х годов появилось двухэтажное здание с пилястрами под № 13; затем были построены ещё три здания, образовавшие каре. Соседний дом № 15 — экзерциргауз 2-го Кадетского корпуса. Планы и смету на постройку составил генерал-лейтенант А. И. Маркевич, но не доверяя архитектурным знаниям генерала, планы передали на проверку Л. Руска, который переделал их и составил новую смету; однако весной 1818 года Руска оставил службу и уехал за границу и достройка здания была поручена И. И. Шарлеманю. В 1936 году архитектор К. Д. Халтурин осуществил перепланировку здания, а в 1956—1963 гг. его внутренняя отделка была изменена в связи с размещением в здании закрытого спортивного зала.

дома № 21—25 были построены в конце XIX — начале XX века. В XIX веке здесь жили рабочие ситцевой фабрики купца Броувера, затем — Кирхнера, а с 1856 года — братьев Леонтьевых (в их числе В. В. Леонтьев). Дом № 21 в 1905 году был перестроен по проекту архитектора Р. Р. Марфельда; с января 1906 года здесь был приют для малолетних сирот Русско-японской войны. В настоящее время в здании размещается техническое училище Балтийского торгового флота.
- дом № 27, двухэтажный на высоком подвале, был возведён в 1879 году по проекту В. Г. Шаламова для семьи торговцев импортным алкоголем Фоксов (также «Фогтс»). Здание украшено двумя эркерами, балконом и рустами[2]. В конце XIX века здесь размещалось начальное женское училище, затем, как и соседнее, дом № 29, принадлежало Пограничной страже.

В доме № 29 находилась мастерская, где шили обмундирование для Отдельного корпуса пограничной стражи.
- дома № 31—33 были построены в середине XX века. На месте дома № 31 в конце XIX века находилась ситценабивная фабрика братьев В. Я. и Н. Я. Леонтьевых (с 1891 года — торговый дом «Леонтьевы Н. и В., братья»). Производственные сооружения были возведены в 1906—1907 гг. по проекту архитектора А. Г. Успенского при участии М. М. Чижова; в 1913 году они расширены по проекту Г. О. Гиргенсона. На месте дома № 33 с 1906 по 1917 год было здание приюта со школой — для детей убитых и раненых офицеров.
- дом № 41 — здесь находилась усадьба и красильня Гамма. Затем её владельцами были Зверьков и француз Катани, а в 1862 году красильня перешла к французскому купцу И. О. Натусу, а затем немцу Керстену. Впоследствии трикотажная фабрика Керстена заняла территорию и на соседних улицах.
- дом № 43 находится на участке, где находились производственные корпуса ситценабивной фабрики В. А. Леонтьева, возведенные в 1860 году по проекту архитектора Г. И. Карпова. В 1860—1870-х гг. они расширялись по проекту военного инженера Г. С. Отоцкого.

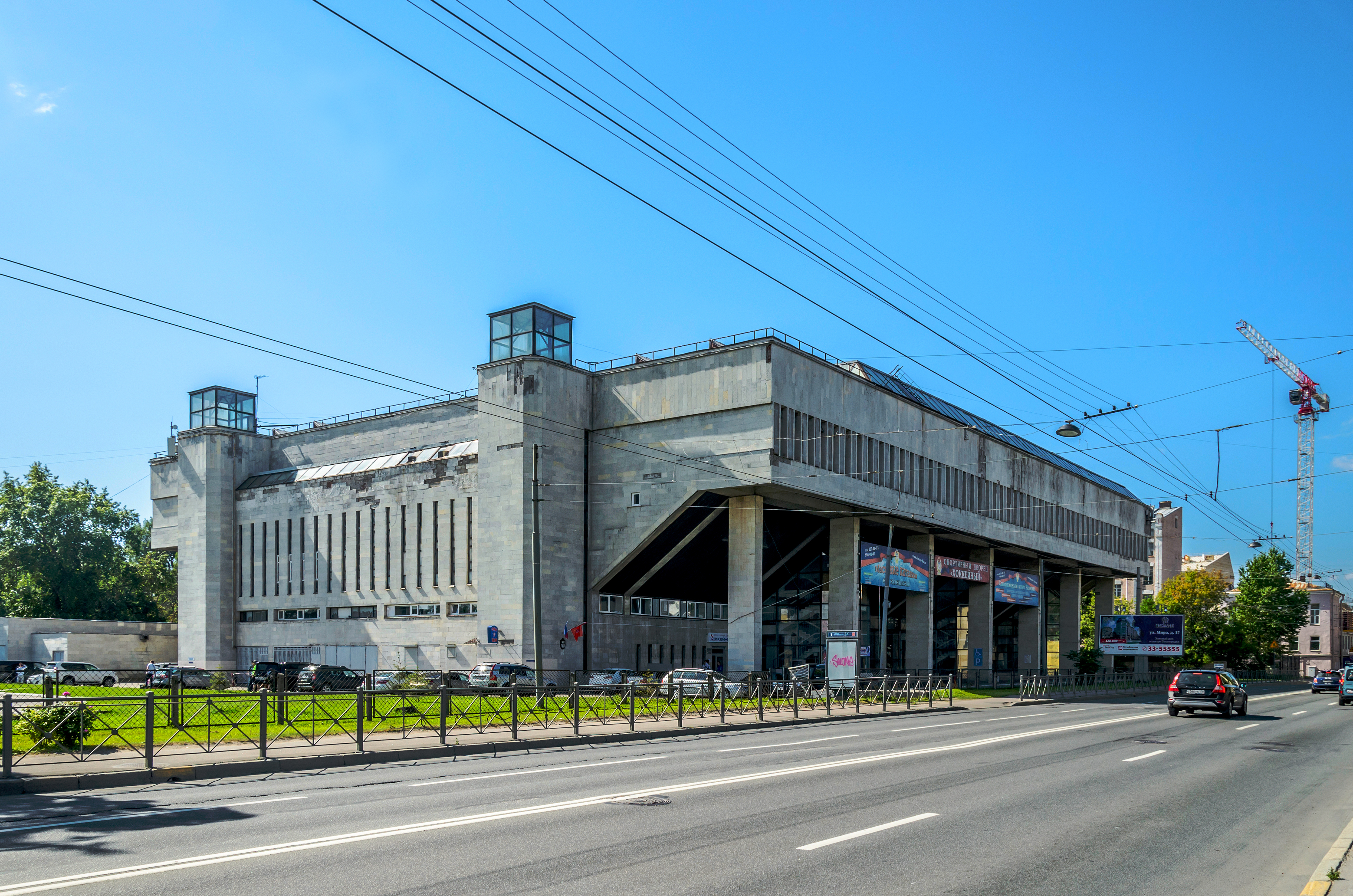
Ледовая арена СКА Санкт-Петербург, д. 2

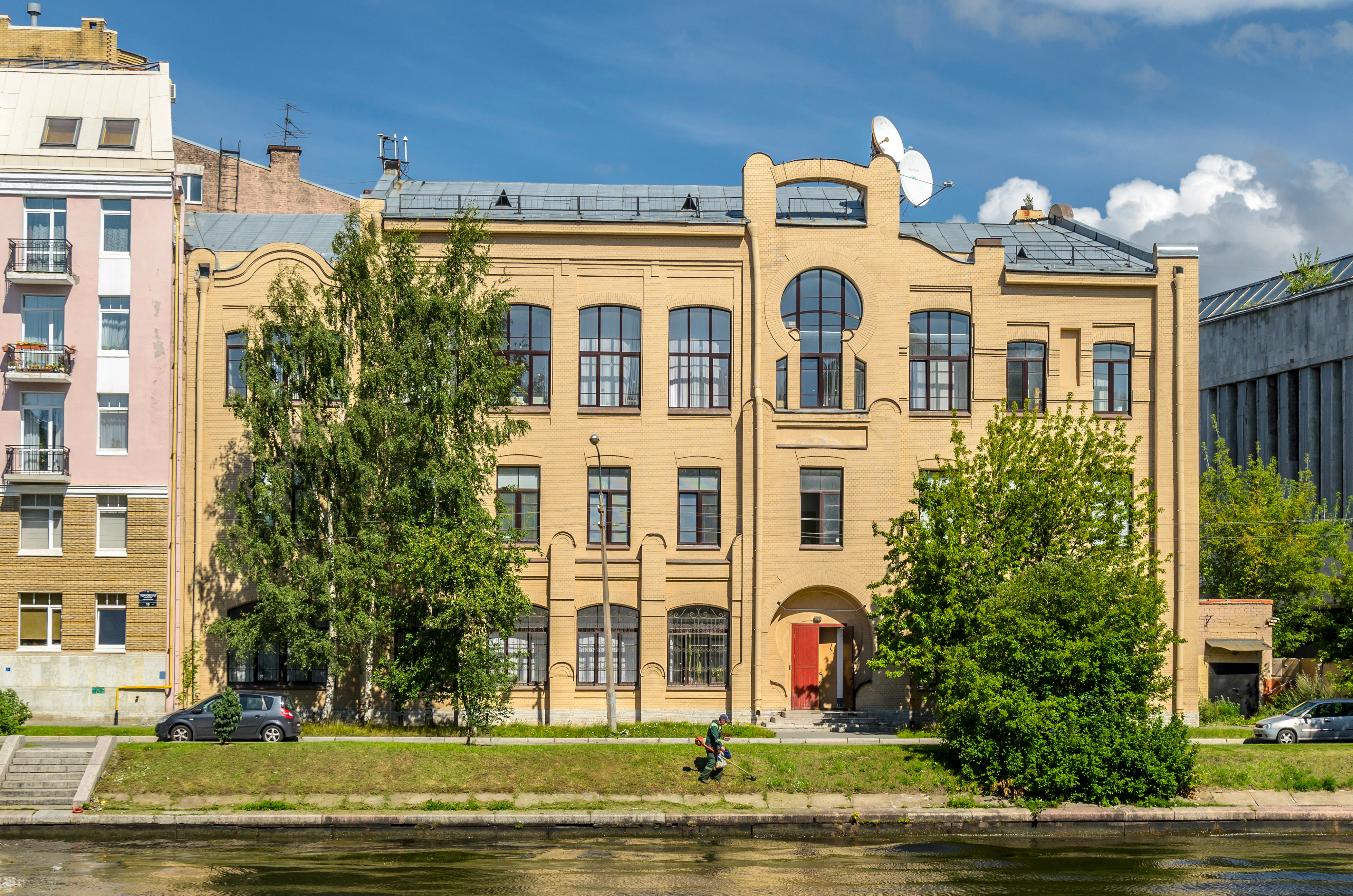
НИИ прикладной астрономии РАН, д. 8

- дом № 45 — на этом участке находились сооружения, ныне не существующего машиностроительного завода «Вулкан», на котором в 1954—1955 гг. проходил практику Ю. А. Гагарин (сохранилась полуразрушенная водонапорная башня, признанная памятником архитектуры). Во времена Анны Иоанновны здесь находилась «Канцелярия тайных и розыскных дел» и кладбище, где хоронили жертв «канцелярии».

со стороны набережной
- дом № 2 — ледовая арена СКА Санкт-Петербург
- дом № 8 принадлежал с 1898 года Обществу попечения о бесприютных детях; под нужды приюта Великой княгини Марии Николаевны он был перестроен архитектором Р. Р. Марфельдом. С января 1906 года Мариинский приют принимал детей в возрасте от 1 года до 8 лет, после чего часть детей помещалась в другие учреждения и приюты, а остальные переводились в отделения общества для обучения профессиональному мастерству. Ныне здесь расположено подразделение Института прикладной астрономии РАН.
- дом № 10 снесено в марте 2012 года (по заказу ООО «Экоинвест» демонтаж провела группа компаний «Размах»)[3]. На этом месте должен появиться новый жилой дом.